# Starlink (műholdprojekt)

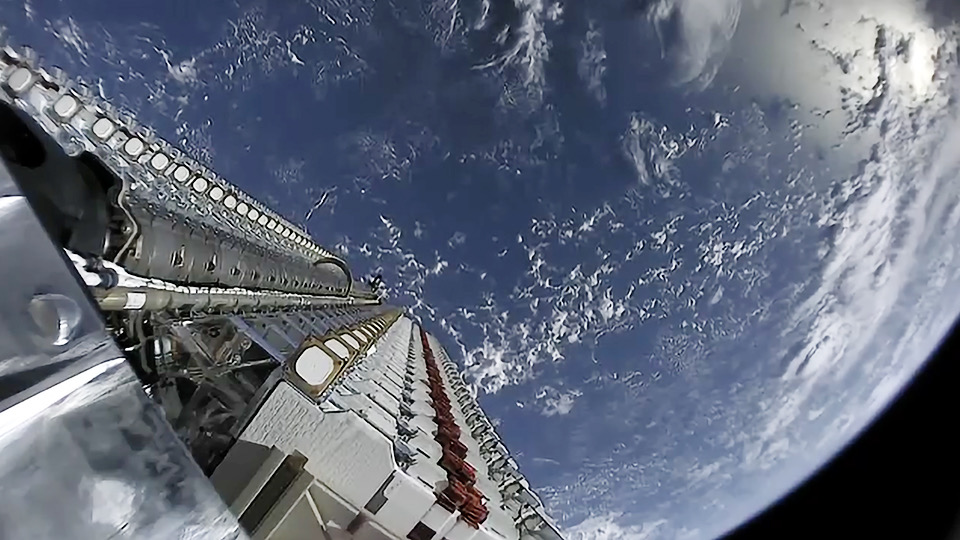
A Starlink Misszió Falcon 9 rakománya 2019. május 24-én 60 darab műhold volt

A Starlink műholdprojekt vagy műholdsereg, a SpaceX űripari cég világméretű műholdas projektje, amelyet a globális internetszolgáltatás céljára indított el.
Az alacsony vagy közepes Föld körüli pályán keringő műholdak segítségével nyújtott internetszolgáltatás kb. 4 milliárd ember számára valósulhat meg, olyanoknak, akiknek eddig erre nem volt technikai lehetőségük. Amennyiben elég nagy sávszélességet tudnak a projektben biztosítani, a projekt versenyképes lehet a földi internetszolgáltatókkal szemben is.

## Története
Egy korai elképzelés szerint a 2012-ben alakult OneWeb (akkori neve: WorldVu) terveiben 648 vagy még ennél is több műhold Föld körüli pályára állítása szerepelt. Ennek az alapgondolatát vette át Elon Musk, a SpaceX vállalat tulajdonosa, aki kezdetben szorosan együttműködött a WorldVu vállalattal.
Farooq Khan, a Samsung Researcher Amerika elnöke a Starlink műholdas projekt alapgondolatát már 2015-ben Mobile Internet from the Heavens – Mobilinternet az égből című cikkében felvázolta. Elképzelése szerint egy kb. 4600 darabból álló konstellációval, amely alacsony Föld körüli pályán kering, terabájt/s adatátviteli sebesség érhető el. Amennyiben 5 milliárd felhasználóval és felhasználó/hó/200 gigabájt adatforgalommal számolunk, akkor 1 zetabájt vagyis 1 milliárd terabájt adatforgalmat generálhatunk. A növekvő internetfelhasználást tekintve pedig teljesen reális lehet ez a szám így érdemes mikroműholdas hálózatot kiépíteni.
2016 novemberében Elon Musk, a SpaceX vállalat tulajdonosa globális internetszolgáltatásra kért engedélyt az amerikai kormánytól abból a célból, hogy űralapú internetszolgáltatást valósítson meg közel 5 év alatt.
Mélyen a geostacionárius pálya alatt, a Föld felszíne felett 550 kilométeres magasságban – korábban ez a magasság 1150 km volt, – helyezkedik el a 4425 műhold, amely az első műholdcsomag lesz majd, az egyenlítői síkhoz képest 53°-os hajlásszöggel, 24 különböző pályasíkon – hozzávetőlegesen az ISS 405 km magasságban kering a Föld felett. (A pályamagasság megváltoztatásának oka az űrszemétveszély csökkentése volt.) A Starlink első két Tintin A & B nevű tesztholdja 2018. február 22-én hagyta el a Földet. A kísérleti holdak eredményeinek függvénye volt, hogy később hogyan alakul a projekt sorsa.
2019. május 24-én ennek az első csomagnak az első 60 db műholdját vitte fel a SpaceX Falcon 9 rakétájának sikeres missziója. – Egy hónappal korábban, 2019 áprilisában az Amazon is beszállt az űrversenybe. A Kuiper projekt névre keresztelt program során 3236 darab műholdat vinnének fel különböző magasságokba. – A 2019. május 24-én fellőtt műholdak saját ionhajtóművük segítségével jutottak el a számukra kijelölt pozícióba. A fellövés utáni "kirajzás" meglehetősen látványos volt. Szabályosan egy vonalban haladva, egymástól alig néhány, 1-2, 4-6, ívpercnyi távolságra haladtak, így a csillagászok remekül meg tudták figyelni őket. A Starlink „műholdvonat” második indítása 2019. november 11-én történt meg és ez még nagyobb feltűnést keltett, mint a korábbi, mert már egyre jobban zavarta a csillagászok tevékenységét. Olyannyira, hogy az Egyesült Államokban élő Bakos Gáspár csillagász petíciót indított el a műholdak fellövésének megakadályozása érdekében. A Starlink műholdprojekt keretén belül 242 darab műhold helyezkedik el Föld körüli pályán, mely 2020 februárja folyamán további 120 darabbal bővült. A Starlinken kívül azonban más cégek is juttatnak fel műholdakat, így a többszörösére növekedett műholdforgalom nemcsak a csillagászok kutatásait és az észleléseit veszélyeztetik, hanem az űrszemét további terjeszkedését is elősegíthetik.

## Bővebben

### 2015-2017
A SpaceX kommunikációs műholdas hálózat terveit hivatalosan 2015 januárjában jelentették be. Eszerint a már meglévő földi kommunikációs forgalom 50%-át, valamint a sűrűn lakott részek internetes adatforgalmának akár 10%-át is el tudják érni. Elon Musk vezérigazgató szerint jelentős kielégítetlen kereslet mutatkozik az alacsony költségű globális szélessávú hálózatok iránt. A SpaceX műholdas fejlesztőbázisának Redmondi megnyitását 2015 januárjában jelentették be partnereivel karöltve az új kommunikációs hálózat fejlesztése és kiépítése érdekében. 
Abban az időben a seattle-i iroda kb. 60 mérnököt és további 1000 embert vett fel 2018-ig. A társaság 2800 m2-es bérelt helyiségben működött 2016 végéig, majd 2017 januárjára egy további 3774 m2-es épülettel bővült szintén Redmondban. 2018 augusztusában a SpaceX összevonta és átköltöztette a seattle-i csapatot egy nagyobb, három épületből álló telephelyre a Redmond Ridge Corporate Centerbe, hogy a kutatás és fejlesztés mellett támogassa a műholdas gyártást is.
2016 júliusában a SpaceX egy 740 m2 területű fejlesztői helyet vásárolt Irvine-ben, Kaliforniában. Az állásajánlatokból kiderül, hogy az Irvine-i iroda magában foglalja a jelfeldolgozást, az RFIC és az ASIC fejlesztést a műholdas program számára. 2016 januárjában a társaság bejelentette, hogy két prototípus-műholdat még ez évben pályára állít melyek kb. 2020-ig működni fognak
2016 októberére a SpaceX kifejlesztette azokat a kezdeti műholdakat, melyeket reményeik szerint 2017-ben elindítanak és tesztelnek, de közben a műholdas divízió egy jelentős üzleti kihívásra összpontosított. Ez a felhasználói – vevő – berendezések kellően olcsó kialakításának elérése volt, amely bárhol könnyen telepíthető lehetőleg 200 USD-ért. A SpaceX elnöke, Gwynne Shotwell azt mondta, hogy a projekt a „tervezési szakaszban maradt, mivel a vállalat a felhasználói terminál költségeivel kapcsolatos kérdések megoldására törekszik.” A két eredeti teszt műhold nem repült, és csak a földi tesztelés során használták. A tervezett indítást 2018-ra halasztották.
2016 novemberében a SpaceX kérelmet nyújtott be a Szövetségi Hírközlési Bizottsághoz (FCC) egy "nem geostacionárius pályás (NGSO) műholdas rendszerre a Ku és Ka frekvenciasávokat használva" 2017 márciusában a SpaceX beterjesztett a FCC-hez egy második kérelmet mely több mint 7500 darab V-sávban (40–75 GHz) működő eszköz lenne és nagyon alacsony föld körüli pályán keringene (VLEO). Ezt a magas frekvenciasávot korábban nem alkalmazták kereskedelmi kommunikációs szolgáltatások számára. A terv szerinti 7518 műhold csak 340 km magasságban kering míg az eredetileg tervezett 4 425 darabszámu csoport a Ka és Ku-sávokban 1200 km-es tengerszint feletti magasságban. A SpaceX tervei két területen is szokatlanok voltak. Egyrészt a kommunikációs spektrum kevésbé használt V-sávját kívánta felhasználni, valamint nagyon alacsony Föld körüli pályát, ahol az eszközök általában rövid élettartalommal bírnak, vagy költséges az üzemeltetésük a sok üzemanyag miatt a pályamódosítások végett. A 2017 márciusi terv után felszólították a SpaceX-et, hogy indítson el eredeti Ka / Ku típusú teszt műholdakat 2017-ben, 2018-ban, valamint kezdje el a teljes 4425 műholdas flotta kiépítést 2019-ben.
2015–2017-ben némi vita merült fel a hatóságokkal a frekvenciaengedéllyel kapcsolatban a műholdak tekintetében. A hagyományos frekvenciahasználat szabályozása szerint a műholdas szolgáltatók „egyetlen eszközt indítanak üzembe helyezési határidejük betartása érdekében. Ez a politika lehetővé teszi az üzemeltető számára, hogy blokkolja az értékes rádióspektrum felhasználását évekig anélkül, hogy flottáját telepítené ". 2017-ben az FCC hatéves határidőt határozott meg egy teljes rendszer (konstelláció) telepítésére. A Nemzetközi Távközlési Unió (ITU) 2017 közepén javaslatot tett egy kevésbé korlátozó iránymutatásra. 2017 szeptemberében mind a Boeing, mind az SpaceX petíciót nyújtott be az Egyesült Államok FCC-jének a hatéves szabály mentességével kapcsolatban, de ezt megtagadták. 2019-re az FCC úgy határozott, hogy a kiépítés felének hat éven belül pályára kell állnia, a teljes rendszernek pedig az engedély kiadásától számított kilenc év alatt.
2017 augusztusában a SpaceX a szélessávú műholdas hálózatuk számára levédte a Starlink nevet, melyet a "The Fault in Our Stars" című könyv ihletett. A SpaceX 2017 végén nyújtott be dokumentumokat az FCC-hez, hogy tisztázza űrtörmelék-csökkentési tervüket. „A társaság működési tervet hajt végre a műholdak rendezett keringésére a hasznos élettartamuk végére (megközelítőleg öt-hét év), sokkal gyorsabb ütemben, mint amennyire a nemzetközi szabványok megkövetelik. hajtóművesen egy olyan ártalmatlan pályára költöznek, ahonnan küldetésük befejezése után körülbelül egy éven belül visszatérnek a Föld légkörébe.” 2018 márciusában az FCC bizonyos feltételekkel jóváhagyta a SpaceX kérelmét. Viszont külön jóváhagyást kell szereznie a Nemzetközi Távközlési Uniótól is. Az FCC támogatta a NASA azon kérését miszerint felkéri az SpaceX-et, hogy még magasabb szintű keringési megbízhatóságot érjen el, mint amit a NASA korábban is alkalmazott. A műholdak 90% -ának megbízható keringése vagy megsemmisülése a misszió befejezése után.

### 2018-2019
A SpaceX 2018 májusában a teljes hálózat fejlesztésének és telepítésének költségét 10 milliárd dollárra becsüli. 2018 közepén a SpaceX átszervezte a redmondbeli műholdas fejlesztési részleget, és felmondott több felső vezetőnek. A cég 2018 novemberében amerikai jóváhagyást kapott további 7 518 db szélessávú műhold telepítésére, a korábban engedélyezett 4 425 db volt. A SpaceX a kezdeti 4 425 műholdra 2016-ban nyújtott be engedélyt 1110 km -1325 km tengerszint feletti magasságon, jóval a Nemzetközi Űrállomás felett. Az új jóváhagyás egy nagyon alacsony föld körüli pályára eső, nem geostacionárius műholdas elrendezésre irányult, amely 7 518 műholdból áll 335 km és 346 km közötti tengerszint feletti magasságon. Továbbá azt is kérelmezte novemberben az Egyesült Államok Szövetségi Hírközlési Bizottságánál (FCC), hogy a korábban megadott engedélyt módosítva körülbelül 1600 műholdat működtessen (a 4 425 db Ka / Ku-sávú műholdból ami 1150 km-en lett jóváhagyva) csupán 550 km magasságban. Ezek a műholdak hatékonyan működnének egy harmadik 550 km-es pályán, míg az 1200 km-es magasabb és a 340 km-es alsó pályákat csak később használnák amikor a műholdak jelentősen nagyobb telepítése válik lehetővé a későbbi években. A FCC 2019 áprilisában jóváhagyta a kérelmet, amelyben összesen közel 12 000 műhold szerepel három orbitális héjban. Kezdetben körülbelül 1600 db 550 km-es magasságban, majd később hozzávetőlegesen 2800 db Ku- és Ka-sávú műholdat helyez el 1150 km-en és körülbelül 7500 db V-sávú műholdat 340 km-en. Az amerikai hadsereg 2018-ban elkezdett tesztvizsgálatokat végezni, hogy felmérje a hálózatok felhasználásának módját. Decemberben az amerikai légierő 28 millió dolláros szerződést kötött a Starlink specifikus tesztelési szolgáltatásaira. 2019 februárjában a SpaceX leányvállalata a SpaceX Services, Inc. kérelmet nyújtott be az FCC-hez legfeljebb egymillió rögzített műholdas földi állomás üzemeltetésére, amely kommunikálni fog a nem geostacionárius pályán mozgó (NGSO) Starlink műholdakkal. 2019 áprilisára a SpaceX a kutatás-fejlesztés után és alatt a gyártásra koncentrál. Nyilvánvalóan szükség lesz 44 db nagy teljesítményű a következő 60 hónapban havonta épített és elindított alacsony költségű szállító járműre, többek között hogy az FCC spektrumelosztási engedélyének megfeleljenek. A SpaceX közölte, hogy betartják a határidőt, amely szerint a rendszer felét „az engedélyezéstől számítva orbitális pályára hat éven belül, a teljes rendszert pedig kilenc év alatt” kiépítik. 2019. június végén az első május 24-i 60 db műholdból az irányítás hárommal elvesztette a kapcsolatot; a fennmaradó 57 a tervek szerint működött. Negyvenöt műhold elérte a végső pálya magasságot, 550 km-t, öt még mindig emelte a pályáját, és további öt rendszer ellenőrzés alatt állt. A fennmaradó két műholdat arra szánták, hogy gyorsan eltávolítsák a pályáról visszatérve a légkörbe a műholdak keringési folyamatának és biztonságos megsemmisítésének tesztelése céljából. A három, akikkel elvesztették a kapcsolatot várhatóan szintén visszatérnek, de ezt passzív módon teszik, mivel a SpaceX már nem volt képes aktívan irányítani őket. 2019 júniusában az SpaceX engedélyt kért az FCC-től 270 földi terminál – az Egyesült Államokban országszerte 70 és 200 Washington államban az SpaceX alkalmazottai otthonába -, valamint repülőgép-antenna üzemeltetésére négy amerikai repülőtérre, valamint öt föld-föld teszthelyre. 2019 szeptemberben a cég további változtatásokat kérelmezett a FCC-től. A SpaceX kérte, hogy háromszorozza meg az 550 km-es pályák számát 24-ről 72-re, azzal érvelve, hogy több síkban helyezhetnek el műholdakat egyetlen indításból. A változtatást 2019 decemberében hagyták jóvá. Az 550 km-es héjban található műholdak száma változatlanul 1584 marad. Elon Musk 2019 októberében nyilvánosan tesztelte a Starlink hálózatot internetkapcsolat használatával, hogy tweetet küldjön a Twitter oldalára.

### 2020-2021
2020. április 22-ig a SpaceX 422 db Starlink műholdat indított el. Azt tervezik, hogy 2020-ban is 60-as csoportokat küldenek fel a Falcon 9 rakterében előreláthatólag két hetente. Összesen közel 12 000 műholdat terveznek telepíteni, amelyet később 42 000-re lehetne bővíteni. Eszerint a SpaceX felkérte a Nemzetközi Távközlési Szövetséget, hogy hozzon létre spektrumot 30000 további Starlink műhold számára. A cég már rég tervezi a világ legnagyobb alacsony föld körüli pályáján működő szélessávú konstellációját. Most újabb 30 000 kiegészítő Starlink műhold kérelmét nyújtotta be az Egyesült Államok Szövetségi Kommunikációs Bizottságának a már jóváhagyott 12 000 darab mellé. "Nem garantált, hogy számos bejelentés benyújtásával a SpaceX további 30 000 műholdat épít és indít. Tim Farrar, a SpaceX kritikus telekommunikációs elemzője tweetjében kijelenti, hogy kétséges, hogy az ITU időben képes-e felülvizsgálni az ilyen nagy horderejü bejelentéseket. A 20 különálló kérelmet úgy látja, mint a SpaceX erőfeszítését arra, hogy „megfojtsa az ITU-t a tanulmányokban”, miközben folytatja a grandiózus tervét". 2020. április 17-én a SpaceX módosította a Starlink hálózat architektúráját. A cég kérelmet nyújtott be a Szövetségi Kommunikációs Bizottsághoz (FCC), amelyben azt kérte, hogy több műholdat működtessenek alacsonyabb pályákon, mint azt a FCC korábban engedélyezte. Az FCC-nek az SpaceX által benyújtott módosított terve a Ku-sáv és a Ka-sáv műholdjai a Starlink hálózat következő szakaszában valósul meg Mindegyik 540 km és 570 km között tengerszint feletti magasságban működik, 53,2°, 70,0° és 97,6° szögben. Az alkalmazás 4 408 Starlink műholdat számol, kevesebbet, mint amit az előző architektúrában elképzeltek.

### Indítások
| Küldetés                                                                            | Indítási dátum és idő (UTC) | Indító állomás     | Indító eszköz    | Pálya magasság | Pályaszög | Műholdak száma | Verzió | Eredmény  | Landolás           |
| ----------------------------------------------------------------------------------- | --------------------------- | ------------------ | ---------------- | -------------- | --------- | -------------- | ------ | --------- | ------------------ |
| Tintin                                                                              | február 22, 2018, 14:17     | Vandenberg, SLC-4E | F9 FT ♺ B1038.2  | 514 km         | 97.5°     | 2              | nincs  | sikeres   | nem történt        |
| Két teszt műhold melyek Tinitin A és B néven ismertek (más néven MicroSat-2a és 2b) |                             |                    |                  |                |           |                |        |           |                    |
| Starlink v0.9 L0                                                                    | május 24, 2019, 02:30       | CCAFS, SLC-40      | F9 B5 ♺ B1049.3  | 440–550 km     | 53°       | 60             | v0.9   | sikeres   | sikeres (OCISLY)   |
| Starlink v1.0 L1                                                                    | november 11, 2019, 14:56    | CCAFS, SLC-40      | F9 B5 ♺ B1048.4  | 550 km         | 53°       | 60             | v1.0   | sikeres   | sikeres (OCISLY)   |
| Starlink v1.0 L2                                                                    | január 7, 2020, 02:19       | CCAFS, SLC-40      | F9 B5 ♺ B1049.4  | 550 km         | 53°       | 60             | v1.0   | sikeres   | sikeres (OCISLY)   |
| Starlink v1.0 L3                                                                    | január 29, 2020, 14:06      | CCAFS, SLC-40      | F9 B5 ♺ B1051.3  | 550 km         | 53°       | 60             | v1.0   | sikeres   | sikeres (OCISLY)   |
| Starlink v1.0 L4                                                                    | február 17, 2020, 15:05     | CCAFS, SLC-40      | F9 B5 ♺ B1056.4  | 550 km         | 53°       | 60             | v1.0   | sikeres   | sikertelen         |
| Starlink v1.0 L5                                                                    | március 18, 2020, 12:16:39  | KSC, LC-39A        | F9 B5 ♺ B1048.5  | 550 km         | 53°       | 60             | v1.0   | sikeres   | sikertelen         |
| Starlink v1.0 L6                                                                    | április 22, 2020, 19:30:30  | KSC, LC-39A        | F9 B5 ♺ B1051.4  | 550 km         | 53°       | 60             | v1.0   | sikeres   | sikeres (OCISLY)   |
| Starlink v1.0 L7                                                                    | június 4, 2020, 01:25       | CCAFS, SLC-40      | F9 B5 ♺ B1049.5  | 550 km         | 53°       | 60             | v1.0   | sikeres   | sikeres (JRTI)     |
| Starlink v1.0 L8                                                                    | június 13, 2020, 09:21      | CCAFS, SLC-40      | F9 B5 ♺ B1059.3  | 550 km         | 53°       | 58             | v1.0   | sikeres   | sikeres (OCISLY)   |
| Starlink v1.0 L9                                                                    | augusztus 7, 2020, 05:12    | KSC, LC-39A        | F9 B5 ♺ B1051.5  | 550 km         | 53°       | 57             | v1.0   | sikeres   | sikeres (OCISLY)   |
| Starlink v1.0 L10                                                                   | augusztus 18, 2020, 14:31   | CCAFS, SLC-40      | F9 B5 ♺ B1049.6  | 550 km         | 53°       | 58             | v1.0   | sikeres   | sikeres (OCISLY)   |
| Starlink v1.0 L11                                                                   | szeptember 3, 2020, 12:46   | KSC, LC-39A        | F9 B5 ♺ B1060.2  | 550 km         | 53°       | 60             | v1.0   | sikeres   | sikeres (OCISLY)   |
| Starlink v1.0 L12                                                                   | október 6, 2020, 11:29      | KSC, LC-39A        | F9 B5 ♺ B1058.3  | 550 km         | 53°       | 60             | v1.0   | sikeres   | sikeres (OCISLY)   |
| Starlink v1.0 L13                                                                   | október 18, 2020, 12:25     | KSC, LC-39A        | F9 B5 ♺ B1051.6  | 550 km         | 53°       | 60             | v1.0   | sikeres   | sikeres (OCISLY)   |
| Starlink v1.0 L14                                                                   | október 24, 2020, 15:31     | CCAFS, SLC-40      | F9 B5 ♺ B1060.3  | 550 km         | 53°       | 60             | v1.0   | sikeres   | sikeres (JRTI)     |
| Starlink v1.0 L15                                                                   | november 25, 2020, 02:13    | CCAFS, SLC-40      | F9 B5 ♺ B1049.7  | 550 km         | 53°       | 60             | v1.0   | sikeres   | sikeres (OCISLY)   |
| Starlink v1.0 L16                                                                   | január 20, 2021, 13:02      | KSC, LC-39A        | F9 B5 ♺ B1051.8  | 550 km         | 53°       | 60             | v1.0   | sikeres   | sikeres (JRTI)     |
| Transporter 1                                                                       | január 24, 2021, 15:00      | CCAFS, SLC-40      | F9 B5 ♺ B1058.5  | 560 km         | 97.6°     | 10             | v1.0   | sikeres   | sikeres (OCISLY)   |
| Starlink v1.0 L17                                                                   | március 4, 2021, 08:24      | KSC, LC-39A        | F9 B5 ♺ B1049.8  | 550 km         | 53°       | 60             | v1.0   | sikeres   | sikeres (OCISLY)   |
| Starlink v1.0 L18                                                                   | február 4, 2021, 06:19      | CCAFS, SLC-40      | F9 B5 ♺ B1060.5  | 550 km         | 53°       | 60             | v1.0   | sikeres   | sikeres (OCISLY)   |
| Starlink v1.0 L19                                                                   | február 16, 2021, 03:59     | CCAFS, SLC-40      | F9 B5 ♺ B1059.6  | 550 km         | 53°       | 60             | v1.0   | sikeres   | sikertelen         |
| Starlink v1.0 L20                                                                   | március 11, 2021, 08:13     | CCAFS, SLC-40      | F9 B5 ♺ B1058.6  | 550 km         | 53°       | 60             | v1.0   | sikeres   | sikeres (JRTI)     |
| Starlink v1.0 L21                                                                   | március 14, 2021, 10:01     | KSC, LC-39A        | F9 B5 ♺ B1051.9  | 550 km         | 53°       | 60             | v1.0   | sikeres   | sikeres (OCISLY)   |
| Starlink v1.0 L22                                                                   | március 24, 2021, 08:28     | CCAFS, SLC-40      | F9 B5 ♺ B1060.6  | 550 km         | 53°       | 60             | v1.0   | sikeres   | sikeres (OCISLY)   |
| Starlink v1.0 L23                                                                   | április 07, 2021, 16:34     | KSC, LC-39A        | F9 B5 ♺ B1058.7  | 550 km         | 53°       | 60             | v1.0   | sikeres   | sikeres (OCISLY)   |
| Starlink v1.0 L24                                                                   | április 29, 2021, 03:44     | CCAFS, SLC-40      | F9 B5 ♺ B1060.7  | 550 km         | 53°       | 60             | v1.0   | sikeres   | sikeres (JRTI)     |
| Starlink v1.0 L25                                                                   | május 4, 2021, 19:01        | KSC, LC-39A        | F9 B5 ♺ B1049.9  | 550 km         | 53°       | 60             | v1.0   | sikeres   | sikeres (OCISLY)   |
| Starlink v1.0 L26                                                                   | május 15, 2021, 22:56       | KSC, LC-39A        | F9 B5 ♺ B1058.8  | 550 km         | 53°       | 52             | v1.0   | sikeres   | sikeres (OCISLY)   |
| Starlink v1.0 L27                                                                   | május 9, 2021, 06:42        | CCAFS, SLC-40      | F9 B5 ♺ B1051.10 | 550 km         | 53°       | 60             | v1.0   | sikeres   | sikeres (JRTI)     |
| Starlink v1.0 L28                                                                   | május 26, 2021, 18:59       | CCAFS, SLC-40      | F9 B5 ♺ B1063.2  | 550 km         | 53°       | 60             | v1.0   | sikeres   | sikeres(JRTI)      |
| Starlink v1.0 L29                                                                   | június, 2021                | CCAFS, SLC-40      | F9 B5 ♺ B10??.?  | 550 km         | 53°       | 60             | v1.0   | tervezett | tervezett (OCISLY) |
| Starlink v1.0 L30                                                                   | június, 2021                | CCAFS, SLC-40      | F9 B5 ♺ B10??.?  | 550 km         | 53°       | 60             | v1.0   | tervezett | tervezett (JRTI)   |
| Starlink v1.0 L31                                                                   | június, 2021                | CCAFS, SLC-40      | F9 B5 ♺ B10??.?  | 550 km         | 53°       | 60             | v1.0   | tervezett | tervezett (OCISLY) |

| Szakasz | Pálya magasság (km) | Műholdak száma | Pályaszög | Az állomány felének pályára állítása | A teljes flotta telepítése | Telepített műholdak (db) (2021. máj. 28.) | Elvesztett műholdak (db) (2021. máj. 28.) |
| ------- | ------------------- | -------------- | --------- | ------------------------------------ | -------------------------- | ----------------------------------------- | ----------------------------------------- |
| 1       | 550                 | 1584           | 53°       | 2024. március                        | 2027. március              | 1666                                      | 102                                       |
| 1       | 540                 | 1584           | 53,2°     | 2024. március                        | 2027. március              | 0                                         |                                           |
| 1       | 570                 | 720            | 70°       | 2024. március                        | 2027. március              | 0                                         |                                           |
| 1       | 560                 | 348            | 97,6°     | 2024. március                        | 2027. március              | 10                                        |                                           |
| 2       | 335,9               | 2493           | 42°       | 2024. november                       | 2027. november             | 0                                         |                                           |
| 2       | 340,8               | 2478           | 48°       | 2024. november                       | 2027. november             | 0                                         |                                           |
| 2       | 345,6               | 2547           | 53°       | 2024. november                       | 2027. november             | 0                                         |                                           |

## Érdekes esetek
2019. szeptember 2-án az Európai Űrügynökség (ESA) Aeolus időjárási műholdja és a Starlink egyik műholdja kis híján összeütközött egymással. Az ESA, miután észlelte a problémát, kitérő manővert hajtott végre az Aeolus műholddal, így sikerült megelőzni az ütközést.